# Gaspar Betancourt Cisneros
Gaspar Betancourt Cisneros (néha Gaspar Betancourt y Cisneros; Puerto Príncipe (ma Camagüey), 1803. április 28. – Havanna, 1866. december 7.) kubai nagyvállalkozó, író, újságíró. Kuba modernizálásáért és gazdasági függetlenségéért harcolt. „A falusi“ (El Lugareño) írói álnevet használta.

## Élete
1822-ben, Puerto Príncipe-i iskoláit befejezve az Egyesült Államokba, Philadelphiába utazott továbbtanulni. Ezzel egy időben egy kereskedőháznál is dolgozott. Kapcsolatot épített ki több dél-amerikai és kubai személyiséggel, köztük José Antonio Sacóval.
1823-ban tagja volt annak a delegációnak, amely New Yorkból Venezuelába utazott és Simón Bolívar segítségét kérte a kubai függetlenségi mozgalomhoz. 1828-tól, megjelentésétől kezdve dolgozott a Havannában megjelenő El Mensajero semanal című hetilapnál, amelyet 1831-ben politikai okokból betiltottak.
1834-ben visszatért Camagüeybe, ahol Kuba első vasútvonalának megépítésén dolgozott. A vasút a tervek szerint Puerto Príncipét kötötte össze a tengerparton található Nuevitas faluval. Iskolák, utak, vasutak építésére, a mezőgazdaság javítását célzó módozatok bevezetésére ösztönzött szülőföldjén, és a lakosság képzési színvonalának emeléséért fáradozott. A Puerto Príncipe-i Hírlap-ban jelentette meg Életképei-t 1838 és 1840 között, de írt az El Fanal (Camagüey) és a havannai El Siglo újságokba is.
Az összeesküvések és fölkelések kudarca miatt az annexionizmus híveihez csatlakozott, ezért O’Donnell tábornok parancsára 1846-ban el kellett hagynia az országot. Az Egyesült Államokban telepedett le, New Yorkban elvállalta a Kubai Politikai Egyesület elnöki posztját. 1856-ban Európába utazott, ahol először Firenzében, majd Párizsban élt. Később azonban visszakanyarodott függetlenségi elveihez, és 1861-ben hazatért Kubába. Itt írta meg J. S. Thrasherrel együtt az Addresses delivered at the celebration of the third anniversary of the martyrs for Cuban freedom (Kuba szabadsága mártírjai harmadik évfordulóján elhangzott beszédek)
Halála után földi maradványait szülővárosába, Puerto Príncipébe szállították. Életképei-nek gyűjteményét 1950-ben adta ki a kubai Oktatási Minisztérium Kulturális Igazgatósága.

## Emlékezete
A róla elnevezett sugárút Camagüeyben található, álnevét (El Lugareño) viseli, párhuzamosan fut az Avenida Republicával és a városközpontot Észak-Dél irányban szeli át.

## Művei
- Cuestión de utilidad del ferrocarril de Nuevitas a Puerto Príncipe. Puerto Príncipe, 1845
- Ideas sobre la incorporación de Cuba en los Estados Unidos, en contraposición a las que ha publicado D. José Antonio Saco. New York, 1849